# Il Mago, la Fata e la Zucca Bacata
Il Mago, la Fata e la Zucca Bacata è stato un gruppo musicale interprete di sigle televisive di anime, tra cui Chobin, il principe stellare e Carletto il principe dei mostri.

## Storia
Attivo dal 1979 al 1983, il gruppo era composto dagli interpreti Antonello Baranta, Fiammetta Tombolato, Roberta Petteruti, Patrizia Tapparelli e Mauro Goldsand che in quel periodo scriveva anche per Lene Lovich e Scialpi, e per Il Mago, la Fata e la Zucca Bacata si occupava anche degli arrangiamenti. Franco Migliacci e Aldo Macchiarella si alternavano alla stesura dei testi mentre Nora Orlandi dirigeva i cori nei quali erano presenti i piccoli Ernesto Migliacci e Laura Migliacci. Altri arrangiatori della RCA si sono alternati alla realizzazione delle sigle tra cui Luigi Peguri ed Enrico Zanelli.
Il gruppo, come molti altri che interpretavano sigle per bambini, ha utilizzato pseudonimi come Happy Gang per la sigla di Mr. Baseball e Ultralion e I Mostriciattoli per le sigle Carletto e i mostri e Che paura mi fa. L'espediente dello pseudonimo veniva utilizzato per non confondere troppo lo spettatore/acquirente bambino, evitando così di associare sigle a nomi di gruppi che potevano non sembrare correlati, e per una maggiore libertà e autonomia creativa di artisti che venivano relegati a un ambito già circoscritto come quello delle sigle; era un modo per poter lavorare con più etichette discografiche contemporaneamente.

## Discografia

### Singoli

#### come Il Mago, la Fata e la Zucca Bacata
- 1979 - Fan Bernardo/Minutino
- 1980 - La città della domenica/Ciucciadito
- 1982 - Chobin/Superboy Shadaw
- 2018 - Chobin/Mr. Baseball

#### Come I Mostriciattoli
- 1983 - Che paura mi fa/Carletto e i mostri

#### Come Happy Gang
- 1983 - Mr. Baseball
- 1983 - Ultralion

### Compilation
- 1980 - Le canzoni del pomeriggio in TV - con il brano "Fan Bernardo"
- 1982 - TiVulandia successi n. 2 - con il brano "Chobin"
- 1994 - TiVulandia Vol. 1 (Le Più Belle Sigle Dei Cartoni Animati) - con il brano "Fan Bernardo"
- 2003 - TiVulandia 4 - con il brano "Superboy Shadow"
- 2005 - Cani, Gatti & Buffe Storie - con il brano "Fan Bernardo"
- 2005 - Girogirotondo - con il brano "Minutino"
- 2005 - Cuori di Mamma E Papà - con il brano "Superboy Shadaw"
- 2005 - Sole e Luna - con il brano "Fan Bernardo"
- 2018 - Cinema Ragazzi - con il brano "Minutino"
- 2021 - Super Disco Baby 5 - con il brano "La città della domenica"